# Стефан Франц Австрійський, палатин Угорщини
Стефан Франц Віктор Габсбург-Лотаринзький (нім. Stefan Franz Viktor;14 вересня 1817, Буда — 19 лютого 1867, Ментон) — ерцгерцог Австрійський, останній палатин Угорщини з династії Габсбургів в 1847–1848 рр.

## Біографія
Ерцгерцог Стефан Франц народився в родині ерцгерцога Йосипа і його другої дружини принцеси Герміни Ангальт-Бернбург-Шаумбург-Гоймської (1797-1817). Мав сестру-близнюка ерцгерцогиню Герміну Амалію Марію (14 вересня 1817, Буда — 13 лютого 1842, Відень) .
Їхня мати померла невдовзі після пологів, тому ерцгерцог Стефан Франц і ерцгерцогиня Герміна виховувалися мачухою — Марією, уродженою принцесою Вюртемберзькою (1797-1855). Дитинство провів у Офені і сімейному маєтку Alscut. Отримав блискучу освіту. 

Велика княжна Ольга Миколаївна у своїх спогадах «Сон юності (1825—1846)» так описувала його:
 Стефан виділявся своїми здібностями, що пророкувало йому блискуче майбутнє. Він любив Угорщину і угорською говорив так само вільно, як по-німецьки, і в Будапешті в ньому бачили спадкоємця його батька. 
У 1840-х роках здійснив подорож по країнах, що знаходились під владою династії Габсбургів, — Богемії, Ломбардії, Венеції . В 1843 імператор Фердинанд I призначив його цивільним губернатором (Landeschef) Богемії. На цій посаді залишався до смерті свого батька в січні 1847, після чого був обраний Палатином (намісником імператора) Угорщини 12 листопада 1847 .
15 березня 1848 в Будапешті почалися хвилювання. Прихильники революції розробили програму з 12 пунктів, серед них значилися: забезпечення основних громадянських свобод, ліквідація феодальних повинностей селян, заміна станового сейму виборним парламентом. створення угорської армії та інші. Незабаром було сформовано ліберальний уряд на чолі з графом Баттяні. Настроєний досить ліберально, ерцгерцог Стефан не противився змінам, але становище його ставало все складнішим. 24 вересня 1848 він відмовився від палатината. В 1850 виїхав в свої володіння в Нассау.
Ерцгерцог Стефан Франц помер 19 лютого 1867 від туберкульозу.

## Шлюбні плани
Навесні 1839 до Відня прибув цесаревич Олександр Миколайович, який подружився з ерцгерцогом Альбрехтом і Стефаном. Останнього він вважав гідною кандидатурою для своєї молодшої сестри Ольги. Імператор Микола I запросив Стефана на весілля своєї старшої дочки великої княжни Марії, яке повинна було відбутися в серпні 1839, щоб познайомитися з ним особисто і щоб Стефан міг познайомитися з передбачуваною нареченою. Але на весілля приїхав ерцгерцог Альбрехт. Імператорський двір побачив у цьому підступи мачухи Стефана, яка не захотіла мати родичкою російську княжну з ревнощів до першої дружини ерцгерцога Йосипа (нею була рідна тітка Ольги Миколаївни — Олександра Павлівна). 

У 1840 році надійшов лист від ерцгерцога Альбрехта, в якому він просив руки Ольги Миколаївни. Вона написала у своїх спогадах: 
 Він був мені симпатичний, я відчувала до нього повагу і дружні почуття. Але, незважаючи на все це, я чомусь відчувала фізичну неприязнь до нього, тому про шлюб не могло бути й мови. Відразу ж через те, що велися переговори щодо Стефана, Альбрехту було послано відмову. 
Але сам Стефан мовчав. Відповідь надійшла від канцлера Меттерніха. У листі йшлося про те, що шлюб Стефана і Ольги Миколаївни неможливий, тому що вони мають різні віри і православна ерцгерцогиня може стати небезпечною для цілісності держави, викликавши непотрібні бродіння серед слов'янського населення Австро-Угорщини. Сам Стефан сказав послу графу Медему, що, знаючи про почуття Альбрехта до великої княжни, вважав правильним «відійти в сторону».
Ольга Миколаївна в 1846 році вийшла заміж за принца Вюртемберзького (майбутнього короля Карла I). Ерцгерцог Стефан не був одружений і потомків не залишив.